# David de Augsburgo

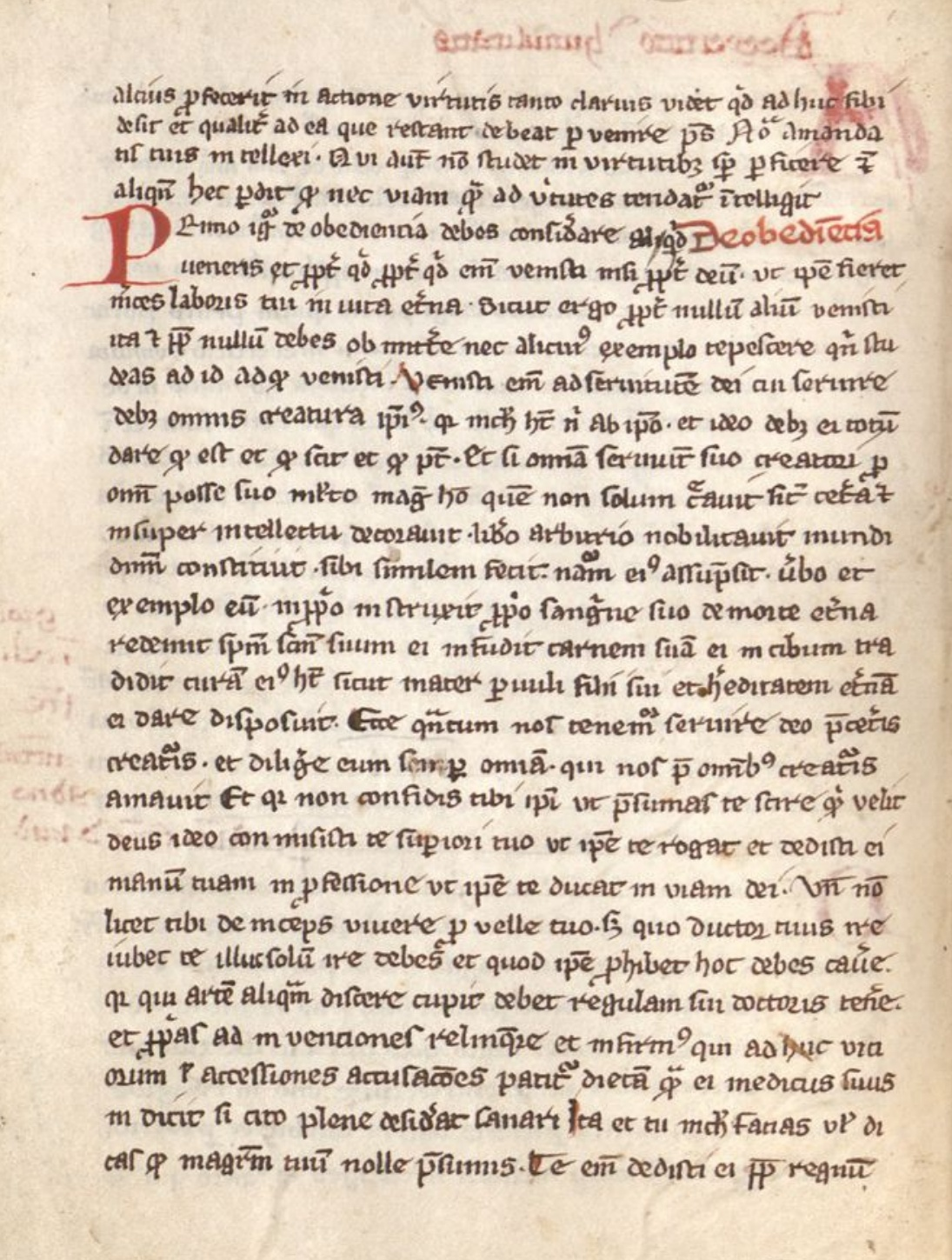
BSB Clm 14098, f. 1v - David de Augsburgo.

David de Augsburgo (Augsburgo, Baviera c. 1200- 15 de noviembre de 1272) fue un sacerdote y escritor místico franciscano alemán, maestro de novicios y escritor de obras de mística y de pedagogía religiosa. Es considerado uno de los principales autores espirituales del siglo XIII, especialmente como autor de la Formula Novitiorum.
Ingresó en la Orden franciscana en Ratisbona, donde pronto destacó como predicador en lengua vulgar. Fue amigo y compañero de Bertoldo de Ratisbona, lector de teología en el convento de Ratisbona, escribió tanto en latín como en alemán. Durante mucho tiempo, sus obras latinas fueron atribuidas a otros como san Bernardo y san Buenaventura.
David de Augsburgo, en sus años de maestro de novicios en Ratisbona, escribió su obra principal: De exterioris et interioris hominis compositione secundum triplicem statum incipientium, proficientium et perfectorum, libri tres (Quaracchi, 1899). Según L. Iriarte:

«El libro estaba dedicado al que después sería famoso predicador Bertoldo de Ratisbona y a sus compañeros de noviciado. Con un lenguaje lleno de belleza y de equilibrio, no menos que de experiencia, traza primero el perfil religioso del novicio en su compostura externa, al relacionarse con sus superiores y con sus hermanos, en el coro, en la mesa, en el dormitorio, en el trabajo, en la recepción de los sacramentos, en las salidas de casa...; y después trata del proceso de robustecimiento del hombre interior mediante la lucha ascética, la imitación de Cristo, el cultivo de las virtudes y la ascensión en el camino de la oración hasta la altura de la contemplación mística. Aunque inspirado en escritores anteriores, especialmente en san Bernardo, respira una atmósfera genuinamente franciscana. Tuvo enorme difusión dentro y fuera de la Orden»

Fue uno de los libros más leídos antes de la Imitación de Cristo, y ejerció una notable influencia en los autores de la devotio moderna, como Tomás de Kempis, Florentius Radewijns, Jan Mombaer, etc., en cuyas obras aparecen reminiscencias, frases y hasta párrafos enteros copiados sin citar su procedencia. Durante mucho tiempo esta obra fue considerada como el manual ascético del novicio franciscano. Según Ricardo García Villoslada:

«El mismo David, considerado como el primer místico de lengua germánica, escribió en claro y hermoso alemán diversas obras como: El espejo de la virtud, Las cuatro alas de la contemplación espiritual, De la visión de Dios, Del conocimiento de la verdad, De la insondable plenitud de Dios.»

Para M. Bihl:

«Los tratados alemanes de David son un preclaro ejemplo de prosa alemana y le aseguran un lugar permanente en la historia de su literatura. Atraen el corazón y el espíritu del lector a la belleza y a la divinidad. Apartan la mente del vicio y del error con la más convincente elocuencia y la vuelven hacia el amor de Dios. En esos escritos, así como en el tratado para los novicios, David es siempre un místico circunspecto, enemigo de los éxtasis fantásticos y de la exageración. Un sobrio sentido común preside sus profundas y, al mismo tiempo, amenas exposiciones, que no tienen nada en común con las divagaciones de los místicos alemanes del siglo XIV, aunque la influencia de David en autores posteriores es innegable».